# Argilliers
Argilliers ist eine französische Gemeinde mit 441 Einwohnern (Stand 1. Januar 2022) im Département Gard der Region Okzitanien. Die Bewohner werden Argilliérois und Argilliéroises genannt.

## Geografie
Die Gemeinde liegt zwischen dem Pont du Gard und Uzès am Fuße der Collines des garrigues.

## Geschichte
Der Ort ist vom Baron de Castille geprägt, der an der Wende vom 18. zum 19. Jahrhundert lebte. Er entdeckte die römisch-griechische Architektur in Italien. Zur gleichen Zeit kam der Stil der englischen Gärten auf. Davon ist das Château de Castille geprägt.

## Bevölkerungsentwicklung
| Jahr      | 1962 | 1968 | 1975 | 1982 | 1990 | 1999 | 2008 | 2017 |
| Einwohner | 69   | 74   | 76   | 96   | 120  | 193  | 331  | 483  |

## Kultur und Sehenswürdigkeiten

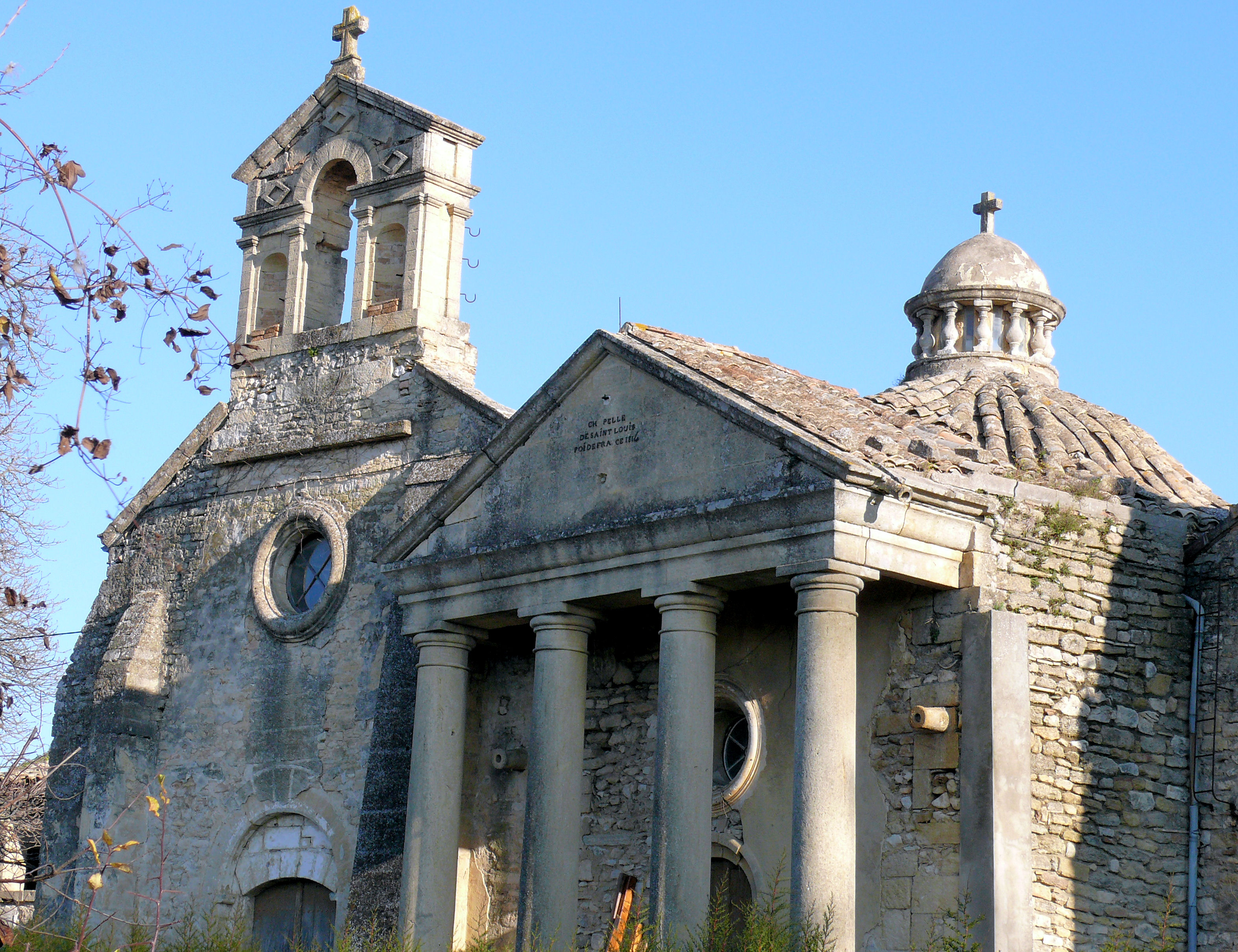
Kapelle Saint-Louis-Roi-de-France

- Pont de Bornègre, Überreste des römischen Aquädukt von Nîmes, seit 1997 als Monument historique eingeschrieben
- Schloss Castille aus dem 17. Jahrhundert, seit 1983 in Teilen als Monument historique klassifiziert, seit 2006 in restlichen Teilen eingeschrieben
- Kirche Mariä Himmelfahrt (Église Notre-Dame-de-l’Assomption) aus dem 19. Jahrhundert[1]
- Kapelle Saint-Louis-Roi-de-France